# Чжужун (марсохід)
Чжужун (Zhurong) (кит.: 祝融) — китайський марсохід, частина місії «Тяньвень-1» на планету Марс, яку здійснило Китайське національне космічне управління. Це перший китайський апарат, що приземлився на іншій планеті, до цього Китай висадив два апарати на Місяць.

## Завдання і цілі місії
Основним завданням місії марсохода «Чжужун» був пошук ознак стародавнього життя на Марсі. Він досліджував мінерали, навколишнє середовище та розподіл води і льоду на рівнині. Назва марсохода «Чжужун» — пов'язана з божеством у китайській міфології, що асоціюється з вогнем і світлом. Марсохід було названо так, оскільки Марс називають «Планетою вогню».

## Хід місії
Космічний апарат був запущений 23 липня 2020 року і досяг орбіти Марса 10 лютого 2021 року. Спусковий апарат із марсоходом, 14 травня 2021 року здійснив успішну м'яку посадку на великій рівнині в північній півкулі Марса під назвою Рівнина Утопія, зробивши Китай другою країною, яка успішно висадила апарат на Марсі після Сполучених Штатів. Марсохід Чжужун був успішно розгорнутий о 2:40 (UTC), 22 травня 2021 року.
У липні 2021 року марсохід зіткнувся з деякими технічними труднощами, що змусило команду місії провести оновлення програмного забезпечення. Ця затримка означала, що «Чжужун» пропустив вікно для проведення наукових спостережень під час літнього сонцестояння, яке є критичним часом для вивчення марсіанського клімату та атмосфери.
Станом на 7 лютого 2023 року, китайські інженери протягом декількох місяців намагалися вивести марсохід «Чжужун» зі сплячого режиму, у який апарат увійшов 18 травня 2022 року. У цей час на Марсі в районі приземлення марсохода якраз розпочалася зима з сильними піщаними бурями, які не дали марсоходу змоги отримувати достатньо сонячної енергії. Зображення, які були надіслані апаратом НАСА Mars Reconnaissance Orbiter, свідчать, що китайський марсохід не рухався принаймні з початку вересня 2022 року. Перше зображення було зроблено 11 березня 2022 року, друге — 8 вересня 2022 року, а останнє — 7 лютого 2023 року. На останніх двох зображеннях марсохід перебуває на поверхні Марса в тому самому місці. CNSA на цей момент не опублікувало жодної інформації про діяльність «Чжужуна». Водночас, як повідомив заступник головного конструктора експедиції «Тяньвень-1» Цзя Ян, «Чжужун» можливо прокинеться самостійно за дотримання двох умов: температура має піднятися вище за −15 °C, а отримання енергії має досягти понад 140 Вт.
Станом на 29 листопада 2023 року, загалом за час свого життя марсохід «Чжужун» пройшов 1921 метр.

## Результати досліджень
- У вересні 2022 р. було повідомлено, що радар[8] марсохода «Чжужун» розрізнив чотири шари під поверхнею планети на глибину 70 метрів — це радіолокаційні зображення з рівнини Утопія, на яких планетологи відшукали кілька шарів різних відкладень під поверхнею. Вони можуть свідчити про епізодичні повені у цьому регіоні мільйони років назад. Тобто «Чжужун» виявив підземний водяний лід за допомогою свого радара, який проникнув у ґрунт[9]. Таким чином, у 2022 році дані, що були зібрані марсоходом, виявили докази того, що вода зберігалася на Марсі набагато довше, ніж очікувалося. Висновки були опубліковані у 2022 році в журналі Science Advances[10].
- У березні 2023 р. Китайське національне космічне управління повідомило, що марсохід «Чжужун» успішно завершив свій перший проїзд марсіанською поверхнею після оновлення програмного забезпечення. Він подолав відстань у 10 метрів і повернувся на свою посадкову платформу[4].
- У червні 2023 р. після публікації науковців у науковому виданні Nature Astronomy стало відомо, що на своєму шляху вдовж рівнини Утопії Планітії, марсохід «Чжужун», який за допомогою двох магнітометрів на борту досліджував намагніченість гірських порід, не виявив намагнічених порід, які вказали б на наявність магнітного поля в регіоні. На думку планетологів, або весь ударний басейн Утопії ніколи не піддавався впливу магнітного поля планети з моменту свого утворення, або ж «Чжужун» проводив дослідження у місці, яке зазнало розмагнічування, наприклад, у результаті ударної події. Таким чином, на відміну від Землі, Марс не має глобального магнітного поля, але він має локалізовані та неоднорідні регіони намагніченості кори, які, можливо, є залишками втраченого магнітного поля з минулого[11].
- У липні 2023 р., згідно з публікацією в Space, стало відомо, що за допомогою китайського марсохода «Чжужун» та китайського орбітального апарата «Тяньвень-1» було виявлено особливості у вигляді темних гребенів на вершині яскравих піщаних дюн у рівнині Утопія на Марсі. Це довело те, що на Марсі 400 тисяч років тому відбулася різка зміна клімату, найімовірніше це сталося після льодовикового періоду. Причиною існування льодовикового періоду на Марсі стала зміна нахилу осі планети, яка відбувається періодично. У період між 2,1 млн і 400 тисяч років тому нахил осі Марса змінювався в діапазоні від 15 до 35° до площини орбіти його обертання навколо Сонця. Це вплинуло на клімат на Марсі і призвело до різкої його зміни, вважають учені. До речі, зараз нахил осі Марса становить 25°[12].
- Наприкінці листопада 2023 року дослідники з Китайської академії наук повідомили, що марсохід «Чжужун» під поверхнею Марса, на глибині близько 35 метрів, виявив неправильний багатокутний рельєф, що складається з клинів. Об'єкти мають розміри від сантиметрів — до десятків метрів. Згідно з повідомленням Universe Today, знахідки виявили завдяки тому, що марсохід оснащений радіолокаційною системою, яка дає роверу змогу заглянути під поверхню планети. Дослідники заявили, що клини були виявлені протягом всього шляху марсохода[13]. На сторінках наукового видання Nature дослідники розповіли, що радар виявив 16 полігональних клинів на відстані близько 1,2 кілометра. Це, на їхню думку, свідчить про поширення подібного рельєфу під рівниною Утопія[14].